# Malik Ben Achour
Malik Ben Achour, né le 31 janvier 1979 à Verviers, est un homme politique belge, membre du Parti socialiste (PS).

## Biographie
Malik Ben Achour nait le 31 janvier 1979 à Verviers d'un père d'origine tunisienne et d'une mère belge.
Le 20 juin 2019, étant premier suppléant de la liste PS dans la circonscription de la province de Liège, il devient député fédéral à la Chambre des représentants à la suite du désistement de Laura Crapanzano.
Le 25 juillet 2024, il prête serment en tant que sénateur coopté par le PS pour la législature 2024-2029. 
Il est élu en tant qu'échevin à Verviers lors des élections communales de novembre 2024. Du fait des statuts du PS, il ne peut pas cumuler son poste municipal à celui du Sénat. Après avoir initialement prévu de rester sénateur, il décide finalement de quitter la chambre haute en avril 2025 pour se consacrer à son mandat d'échevin,.

## Prises de position

### Régionalisme
Il fait partie de la frange régionaliste du PS.
Le 15 août 2023, il déclare ne pas être hostile à une réforme institutionnelle qui permettrait aux Flamands de gagner de l'autonomie et à la Wallonie de se réindustrialiser, ce qui contredit les propos du président du PS, Paul Magnette, tenu en juin 2022, affirmant qu'une réforme de l'État en 2024 n'est ni nécessaire ni souhaitable,.